# Поглед у бб
Поглед у бб је песма хрватске групе Хаустор. Песма је са истоименог албума из 1981. Она се налази на Б страни сингла Моја прва љубав.

## Композиција
Компонована је у Г-дуру. Продуцент је Хусеин Хасанефендић, члан група Парни ваљак и Група 220. Дамир Прица је свирао саксофон, бубњеве Срђан Гулић, клавијатуре Зоран Вулетић, тромбон Никола Сантро.

## Спот
Спот је сниман 1981 у Београду. Продукцију је урадила Телевизија Нови Сад (данас РТВ). Локације су Нови Београд (Блок 28), Телевизорка и Блок 38.